# Stare Brzozowo
Stare Brzozowo – wieś sołecka w Polsce położona w województwie mazowieckim, w powiecie mławskim, w gminie Dzierzgowo.
| SIMC    | Nazwa           | Rodzaj     |
| ------- | --------------- | ---------- |
| 0114353 | Brzozowo-Utraty | przysiółek |

W latach 1975–1998 miejscowość administracyjnie należała do województwa ciechanowskiego.